# Bourreria rotata
Bourreria rotata là loài thực vật có hoa trong họ Mồ hôi. Loài này được (Moç. ex DC.) I.M.Johnst. mô tả khoa học đầu tiên năm 1949.